# راي كيسي
راي كيسي (بالإنجليزية: Ray Casey)‏ هو لاعب كرة مضرب أمريكي، ولد في 15 فبراير 1900 في سان فرانسيسكو في الولايات المتحدة، وتوفي في 1982 في بالو ألتو في الولايات المتحدة.

## وصلات خارجية
- راي كيسي على موقع رابطة محترفي التنس (الإنجليزية)
- راي كيسي على موقع خلاصة التنس.كوم (الإنجليزية)